# Tupungato
Le Tupungato est un volcan éteint situé dans les Andes, à la frontière entre l'Argentine et le Chili.

## Toponymie
Le vocable Tupungato signifie en langue des Huarpes « contemplateur d'étoiles ».

## Géographie
L'altitude du Tupungato fait de lui un géant des Andes, parmi les plus élevés d'Amérique du Sud. Comprise entre 6 500 et 6 800 mètres, cette altitude est incertaine à cause de l'épaisse calotte de glace recouvrant le sommet, rendant son évaluation difficile.

## Histoire

### Histoire éruptive
L'activité du volcan s'est déplacée vers le Tupungatito (littéralement, Petit Tupungato) qui, lui, est un volcan en activité, bien qu'il n'y ait plus eu d'émissions de cendres depuis 1986.

### Histoire humaine
Les premiers à avoir escaladé la montagne sont Matthias Zurbriggen et Stuart Vines en avril 1897, trois mois après que Zurbriggen ait vaincu l'Aconcagua, situé à seulement 80 kilomètres plus au nord. La même année, le géographe Luis Risopatrón explore amplement la région. La deuxième ascension est réussie en 1912 par Helbling et F. Reichert.
Le 2 août 1947, le Star Dust, un Avro Lancastrian transportant six passagers et cinq membres d'équipage, s'écrase sur une portion escarpée du glacier, sur le versant argentin du Tupungato. L'avion est rapidement enseveli dans l'avalanche déclenchée par le crash et par les fortes chutes de neige qui avaient lieu à ce moment-là. L'avion est resté pris dans la glace pendant plus de 50 ans, avant que ses restes ne réapparaissent finalement au niveau du front glaciaire en 1998. Peu après, une expédition de l'armée argentine est envoyée pour collecter des débris de l'avion, et pour collecter des preuves afin de tenter de comprendre les raisons de l'accident.

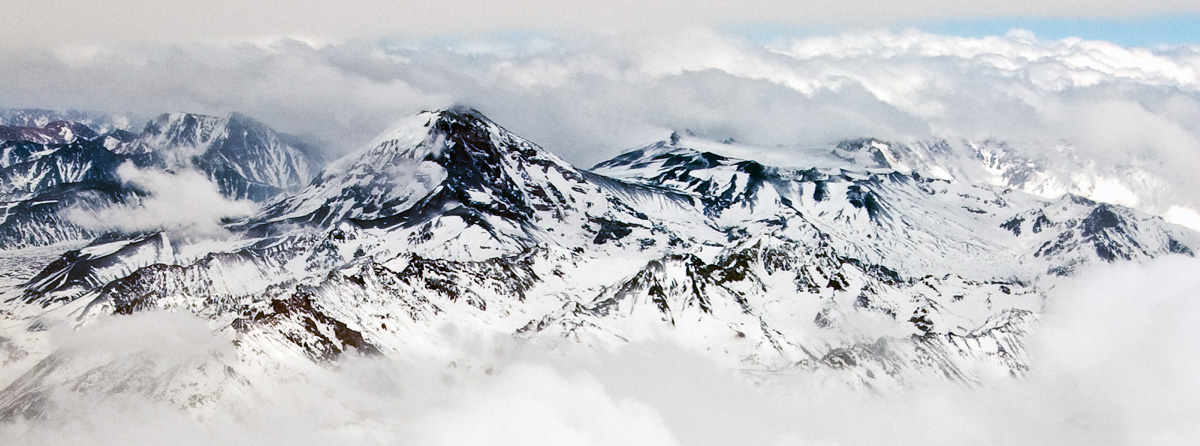
Vue aérienne du Tupungato (centre-gauche) et du Tupungatito.